# Катунин, Сергей Михайлович
Сергей Михайлович Катунин (род. 13 марта 1952, с. Куйбышевское, Бузский район, Андижанская область, Узбекская ССР) — российский государственный деятель, бывший глава администрации Сыктывкара (6 марта 2002 — декабрь 2005).

## Биография
Родился 13 марта 1952, в селе Куйбышевское Бузского района.
Образование высшее. Окончил Сыктывкарский государственный университет. Специальность — «Бухгалтерский учёт».
В 1970—1973 годах— служба в Советской Армии.

### Уголовное дело
В июле 2005 года в отношении Сергея Катунина возбудили уголовное дело по ч. 3 ст. 129 УК РФ (клевета, соединенная с обвинением лица в совершении тяжкого или особо тяжкого преступления) по заявлению Главы Республики Коми Владимира Торлопова, который утверждал, что Катунин распространил о нём заведомо ложные сведения 28 июня 2005 во время выступления в эфире радиостанции «Русское радио» в Сыктывкаре. Суд признал вину в клевете и приговорил Катунина к штрафу в 10 тысяч рублей.

## Карьера
В 1973—1975 годах — монтёр телефонно-телеграфной станции управления связи.
В 1975—1978 год — технический работник школы № 36 (Сыктывкар).
В 1978 году — экономист отдела финансирования жилищно-коммунального, торгового и бытового обслуживания Министерства финансов Коми АССР.
В 1979—1986 годах — заместитель председателя Сосногорского райисполкома, председатель районной плановой комиссии, заведующий финансовым отделом. В 1985 году — избран депутатом Сосногорского районного Совета.
В 1986—1989 годах — заместитель министра финансов Коми АССР, начальник отдела госдоходов.
В 1989—1990 годах — инструктор социально-экономического отдела ОК КПСС.
В 1990 году — первый заместитель Председателя сыктывкарского горисполкома.
В 1990—1993 годах — заместитель генерального директора ПО «Коминефть» (Ухта).
В 1993—1995 годах — генеральный представитель АО «Коминефть» в Сыктывкаре,  заместитель генерального директора АО «Коминефть».
В 1995—1999 годах — генеральный директор ТОО «Коминефтьинвест».
В 1999—2002 годах — министр внешних связей Республики Коми.
В 2002—2005 годах — депутат Совета муниципального образования «Город Сыктывкар», Глава Администрации МО «Город Сыктывкар».
В 2007—2011 годах — депутат и руководитель фракции Регионального отделения Политической партии «Справедливая Россия: Родина/Пенсионеры/Жизнь» в Государственном Совете Республики Коми IV созыва по единому избирательному округу.
С ноября 2015 — автор и ведущий передачи «Катунин.NET» на телеканале ТНТ-Сыктывкар.
Сейчас Сергей Катунин не занимает никаких должностей и находится на пенсии.

## Личная жизнь
Есть два сына и дочь.
Увлекается футболом (болеет и играет).

## Награды
Медаль «300 лет Российскому флоту»;
Ведомственный нагрудный знак МЧС России «За заслуги»;
Медаль «За заслуги в проведении Всероссийской переписи населения».